# نيا تيرينثا
ني تيرينس (Νέα Τίρυνς) هي مدينة في أرغوليس في مقاطعة كينتريكي إلادا في اليونان.